# Eugène Deprez
Eugène Henri Deprez (Izegem, 18 november 1897 - Aalst, 22 april 1964) was een Belgisch syndicalist en politicus voor de BWP en diens opvolger BSP.

## Levensloop
Deprez was de zoon van Rachel De Poortere en Urbain Deprez, bestuurslid van de BWP te Aalst.
In 1919 was hij stichter van de afdeling Izegem van de Centrale der Leder- en Vellenbewerking van België (CLVB). Van deze vakcentrale werd hij in 1922 propagandist en bestendig secretaris van het Vlaamse landsgedeelte, een mandaat dat hij uitoefende tot 31 januari 1958. Tevens was hij Gecoöpteerd bestuurder AC van 7 februari 1953 tot 1954.
In 1933 werd hij verkozen tot gemeenteraadslid te Aalst, een mandaat dat hij uitoefende tot 1946. Tevens was hij er aangesteld als schepen van Openbare Werken van 1939 tot 1943. Toen burgemeester en partijgenoot Alfred Nichels de Belgische regering volgde naar Limoges werd hij op 15 mei 1940 aangesteld tot waarnemend burgemeester. Op 18 oktober 1940 werd hij door de Duitse bezetter vervangen door VNV-er Victor Bocque in deze hoedanigheid.
In 1953 trad hij opnieuw toe tot de gemeenteraad, een mandaat dat hij uitoefende tot 1959. In dat jaar (1959) was hij tevens schepen van Cultuur en Onderwijs.